# Seifried von Mahrenberg
Seifried von Mahrenberg (* in Radlje ob Dravi; † 1271/72) war ein kärntnerisch-steirischer Adeliger des 13. Jahrhunderts und Ministeriale der Herzöge von Steiermark und derer von Kärnten.

## Namensvariationen
Siegfried, Seyfried, Seyfridus, Seifrid, Sifridus, Sivridus, de Mernberg, Merenberg, Merenwerch, Merenberch, Merinberch, Maerenberch, Merremberh, Marnberg

## Leben und Wirken
Sein Vater war Albert von Mahrenberg († vor 1251), seine Mutter hieß Geisla (Gisela). Mahrenberg, bis weit ins 15. Jahrhundert so genannt, heißt heute Radlje ob Dravi und liegt südlich des Radlpasses im slowenischen Drautal.
In einer Urkunde vom 9. Juni 1251 erklärt Seifried, dass er lange Zeit widerrechtlich die von seinen Vorfahren auf St. Pauler Klostergrund gewalttätig erbauten Burgen Truchsen (Niedertrixen) in Kärnten und Mahrenberg in der Steiermark mit Zugehör und den Vogteien vom Berge Remschnigg und Wolfsbach besessen, nun aber dem Abt Leutold zurückgestellt habe, der sie ihm und seiner Gemahlin Richgard gnädig verlieh. Nach ihrem voraussichtlich kinderlosen Abgang werden sie an St. Paul zurückfallen.

### Kloster Mahrenberg
Im selben Monat gründeten seine Mutter und er das Dominikanerinnenkloster Mahrenberg.
Am 24. Juni 1251 erklären Geisla, Witwe des Herren Albert von Mahrenberg, und ihr Sohn Seifried, dass sie auf ihrem Gute Perweineshube unterhalb der Burg Mahrenberg ein Kloster für Nonnen vom Dominikanerorden gestiftet haben, wozu ihre Miterben, die namentlich angeführt sind, ihre Zustimmung geben. Die Dotationsgüter werden einzeln aufgeführt.
In einer weiteren Urkunde selben Datums erklärte Seifried, dass er die seiner neuen Stiftung geschenkten Güter ohne irgendeinen Vorbehalt für sich oder seine Erben (Gerichtsbarkeit oder Vogtei) hingegeben habe.

### Ungarische Herrschaft
1258, zur Zeit der ungarischen Herrschaft in der Steiermark, wurde Seifried auf seiner Burg vom ungarisch-kroatischen Statthalter Stephan bedrängt, nachdem ein Aufstand gegen diesen ausgebrochen war. Doch Hartnid von Pettau und die übrigen Herren des Drautals vertrieben diesen aus dem Lande. Prinz Stephan aber, der jenem als Statthalter folgte, stellte unter Vermittlung des Bischofs Ulrich von Seckau die Ruhe wieder her.

### Böhmische Herrschaft
Am 24. Dezember 1260 nahm Seifried als einer der Richter am Gericht zu Graz unter König Ottokar von Böhmen teil, dem neuen steirischen Herrscher, in dem es um die Auseinandersetzung zwischen Abt Gerhard von St. Paul und den Grafen Bernhard und Heinrich von Pfannberg um die angeblich angemaßte Stiftsvogtei ging. Die Frage wurde zugunsten des Stiftes entschieden. Weitere Richter waren u. a. Herzog Ulrich von Kärnten, Bischof Dietrich von Gurk, Graf Ulrich von Heunburg, Dietmar von Weißeneck, Friedrich von Wolfsberg, Cholo von Saldenhofen und Gottfried von Marburg.
Am 1. August 1261 war Seifried Zeuge bei einer Gerichtsverhandlung unter Wok von Rosenberg, dem böhmischen Landeshauptmann der Steiermark, über einen Konflikt zwischen dem Stift Rein und den Pfannbergern bezüglich der Güter der ehemaligen Burg Helfenstein bei Rein.
Seifried, der der von König Ottokar abgehalfterten Herzogin Gertrud von Babenberg als ihr Ministeriale sehr zugetan war, erhielt am 5. Jänner 1263 zu Voitsberg von ihr die Erlaubnis, über alle seine zum Herzogtum Steiermark gehörigen Eigen und Lehen nach Gefallen zu verfügen.
Am 21. Mai 1263 war er Zeuge einer Klagsbereinigung durch Herzog Ulrich von Kärnten bezüglich einer Klage des Abtes Gerhard von St. Paul gegen die herzoglichen Beamten und am 27. April 1264 Adressat einer Ehrung: Herzog Ulrich erklärte, dass er zur Belohnung der treuen Dienste des Seifried von Mahrenberg demselben das ihm zustehende Patronatsrecht auf die Kapellen zu Glanhofen und Rinkenberg überlassen habe, der es seiner neuen Stiftung „Cella Christi“ in Canale zuwenden wolle.
Und am 28. August dieses Jahres schlossen Seifried und seine Frau Richkardis mit dem Bischof Berthold von Bamberg in Villach einen Vertrag betreffs Gründung eines Zisterzienserklosters im Kanaltale zu Tarvis und versprachen, die Schlösser Hardeck mit 35, Mahrenberg mit 51 und (Nieder-)Trixen mit 40 Marken jährlicher Renten zu widmen.
1266 bekamen Seifried und Richkardis (auch Reickart) von Herbord von Traberg (Dravograd) und seiner Frau Gertrud günstige Gülten zu Reifnik für ihr Kloster Mahrenberg.
Am 13. Juli 1271 beschenkten Seifried und seine Gemahlin ihr Kloster Mahrenberg mit einer Hube im Orte und weiters einem Dorf namens Usek.

### Verschwörung?
Im selben Jahr, 1271, nahm Seifrieds Schicksal seinen Lauf: König Ottokar, der von Friesach kommend nach Marburg reiste, fühlte sich angeblich in seinem Stolze verletzt und war sehr ergrimmt, da Seifried nicht von seiner Burg herabgekommen war, um ihm seine Reverenz zu erweisen und das Geleit zu geben; dem Reimchronisten Ottokar aus der Gaal zufolge war Seifried durch seine Gicht bettlägerich und verhindert gewesen. Ottokar ließ durch seinen Kärntner Landeshauptmann Ulrich von Dürnholz Seifried gefangen nehmen und nach Prag überstellen. Dort wurde er gefoltert und spätestens Anfang 1272 wegen angeblicher Verschwörung hingerichtet. Dabei waren ihm auch seine treuen Dienste gegenüber Herzogin Gertrud zum Vorwurf gemacht worden.
In den letzten Februartagen des Jahres 1272 gab Reickart, Witwe des Herren Seifried von Mahrenberg, mit Rat und Willen der Freunde ihres seligen Gatten, Offos von Emmerberg und Heinrich von Chlam, dem Kloster Mahrenberg zum Seelgerät ihres Gatten zwei Huben bei Traberg, jenseits der Drau gelegen auf dem Burgstall.
1277 nahm König Rudolf Seifrieds Mahrenberger Klostergründung in seinen persönlichen Schutz.
1278 wurde König Ottokar nach verlorener Schlacht auf dem Marchfeld von Berthold von Emmerberg, einem Vetter Seifrieds, getötet, obwohl er flehentlich um Schonung seines Lebens bat.

## Verwandtschaft
Seifried war mit Richgard (Richkardis, Reickart) verheiratet; das Paar blieb kinderlos; er hatte zwei Schwestern, Anna von Stadeck und NNw von Chlam, Neffen Hermann von Chlam, Nichten Anna, Mathilde von Greifenfels und Kunigunde von Emmerberg sowie Schwäger Rudolf und Liutold von Stadeck.

## Weiteres
In König Ottokars Glück und Ende hat Franz Grillparzer auch das Schicksal Seifrieds von Mahrenberg in dichterischer Freiheit nachgezeichnet.